# Dagisteo
Dagisteo (fl. VI secolo) è stato un generale romano vissuto nel VI secolo.

## Biografia
Nel 548, ancora giovane, fu inviato come magister militum per Armeniam per condurre la guerra lazica contro i Persiani. Il suo esercito comprendeva 7 000 bizantini e 1 000 tzani. Si ricongiunse con il re dei Lazi Gubazes, che aveva chiesto aiuto all'Impero contro i Persiani, e tentò di espugnare la città di Petra. Quando appresero la notizia che i Persiani stavano accorrendo in forze per liberare la città, Gubazes abbandonò l'assedio per sorvegliare le frontiere, e consigliò a Dagisteo di inviare parte dell'esercito a sorvegliare un passo a sud del fiume Fasi per ostacolare l'avanzata persiana. Dagisteo, tuttavia, mostrando secondo Procopio, la sua incompetenza, inviò soli 100 uomini a sorvegliare il passo, forza assolutamente inadeguata, mentre l'assedio fallì anche a causa della sua brama. Infatti, dopo aver fatto due breccia alle mura, scrisse a Giustiniano pretendendo onori e ricchezze in caso di successo, e rinviando ogni attacco fino a quando non ricevette una risposta. Successivamente si fece giocare dal comandante della guarnigione persiana, che gli chiese ulteriore tempo per riflettere se accettare o meno la resa. Quando seppe che i 100 uomini inviati a difesa del passo erano stati sconfitti dai Persiani, che stavano arrivando, levò l'assedio e fuggì con l'esercito. Gli Tzani tuttavia rimasero e sconfissero i Persiani per poi tornare in patria.
Dagisteo successivamente, con i Lazi, attaccò di notte l'accampamento persiano, uccidendo molti nemici. Nella primavera 549, poi, Dagisteo e Gubazes, con 14 000 uomini, vinsero in battaglia i Persiani, distrussero le provviste che i Persiani avevano accumulato per trasportarle a Petra, lasciarono un esercito di Lazi a sorvegliare i passi e ritornarono con molti prigionieri e bottino.
In seguito Dagisteo sconfisse i Persiani, condotti da Chorianes, nella battaglia del fiume Hippis, ma le accuse di tradimento rivolte contro di lui da parte dei Lazi, che lo incolpavano del fallimento nell'assedio di Petra, gli costarono il richiamo a Costantinopoli, dove fu tenuto in detenzione.
Nel 551, però, fu liberato e gli fu ordinato di seguire Narsete in Italia per combattere gli Ostrogoti. Si segnalò nella battaglia di Busta Gallorum e soprattutto nella riconquista di Roma, dove, seguendo le istruzioni di Narsete, scalò con una grande forza le mura in un punto dove non vi erano difensori e, così facendo, permise ai Bizantini di espugnarla. Procopio nota che mentre Bessa si rese reo della perdita di Roma (546), ma si riscattò ottenendo dei successi in Lazica, Dagisteo non riuscì per negligenza sua a conquistare Petra ma si riscattò conquistando la città che Bessa aveva perduto, Roma. Rimase in Italia con Narsete e si segnalò all'inizio degli anni 560, recuperando per Narsete le ultime città dell'Italia ancora in mano nemica.